# Academic Pediatrics
Academic Pediatrics è una rivista medica bimestrale sottoposta a revisione paritaria, che si occupa di pediatria. È stata fondata nel 2001 con il nome di Ambulatory Pediatrics, per poi assumere la denominazione attuale nel gennaio 2009.
È pubblicata dalla Elsevier per conto dell'Academic Pediatric Association, di cui è la rivista ufficiale.
Il caporedattore è Peter G. Szilagyi (Università di Rochester), che ha sostituito James M. Perrin (Harvard Medical School) nel 2009. Secondo il Journal Citation Reports, la rivista ha ricevuto un fattore di impatto per il 2021 pari a 2,993.

## Articoli notevoli
- Sege R.M.D., et al. (2011) To Report or Not to Report: Examination of the Initial Primary Care Management of Suspicious Childhood Injuries, “Academic Pediatrics”, 6, pp. 460–66, DOI: 10.1016/j.acap.2011.08.005  (accertamento sospetto abuso su minore)